# 烏什捷克

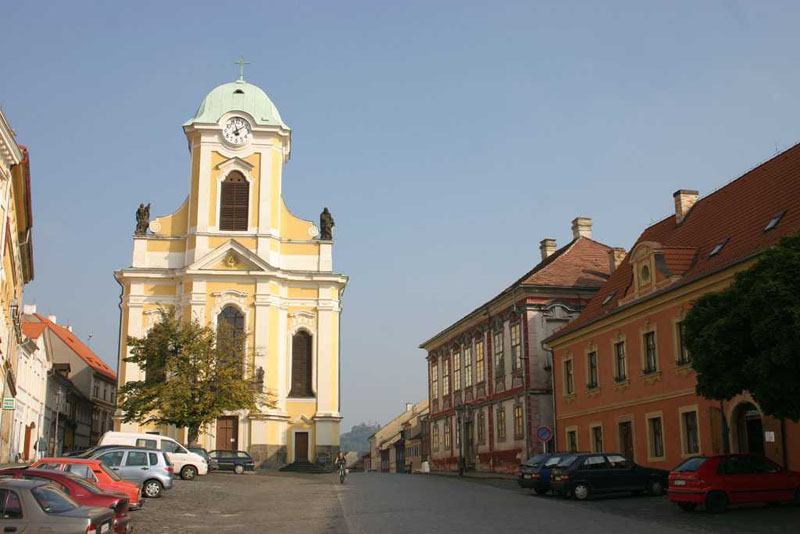

烏士迪克是捷克的城鎮，位於該國西北部，距離利托梅日采16公里，由烏斯季州負責管轄，始建於十四世紀，面積74.93平方公里，海拔高度242米，2007年人口2,770。

## 外部連結
- Official website （页面存档备份，存于） （捷克文） （英文） （德文）